# Alx Danielsson
Pour les articles homonymes, voir Danielsson.

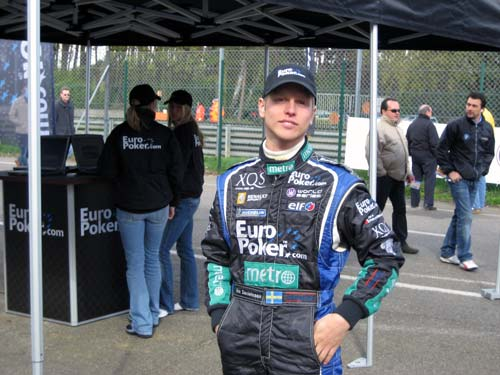
Alx Danielsson

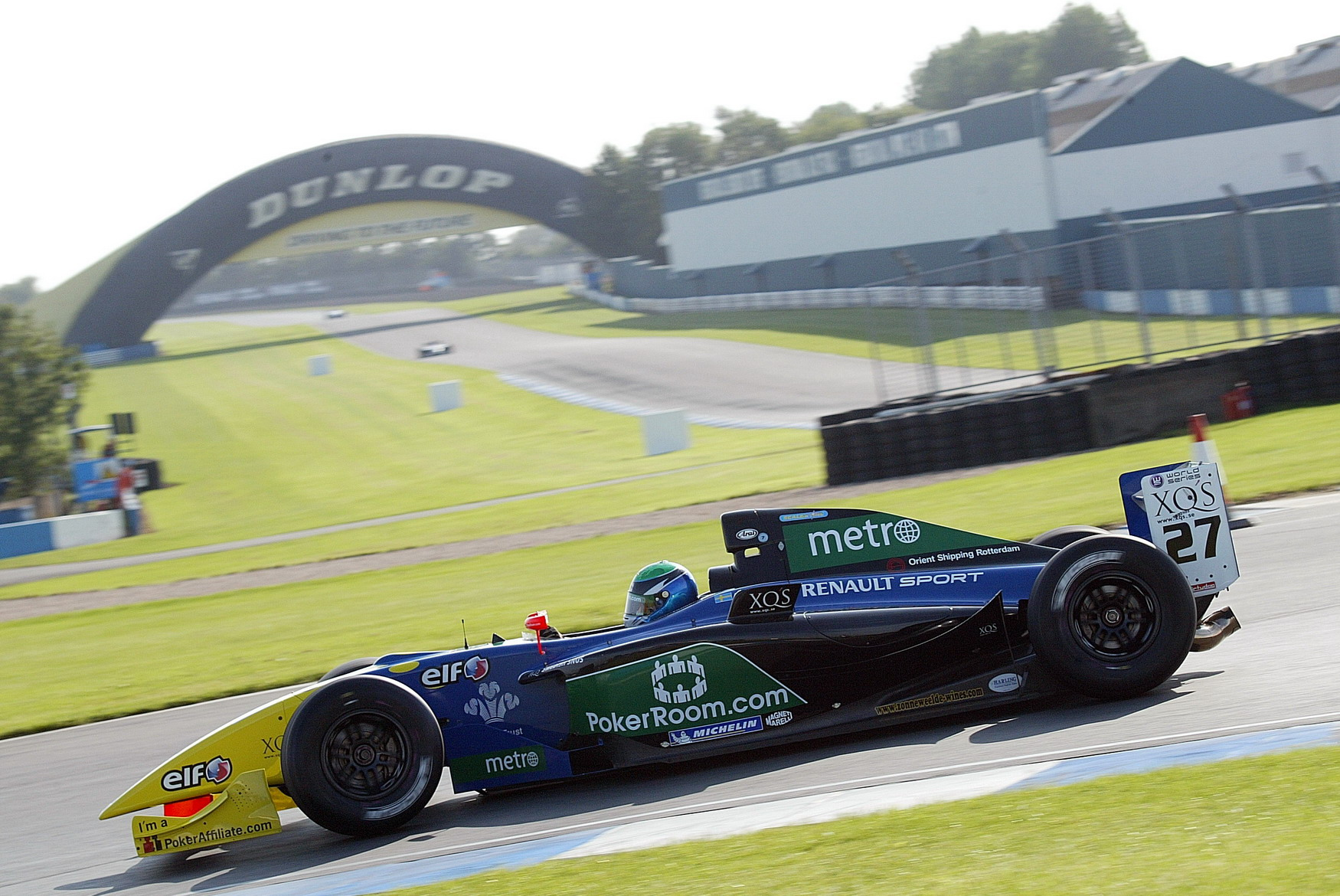
Alx Danielsson, à Donington, en 2006

Alx Danielsson, né le 1er avril 1981 à Östersund (Suède), est un pilote automobile suédois.

## Biographie
Danielsson a commencé sa carrière en karting en 1998, où il est resté jusqu'en 1999, avant de passer en Formule Ford. En 2004, Danielsson passe à en Formule Renault V6 en Europe et en Asie avant de s'engager dans les World Series by Renault en Europe.
En 2006, il a été pilote pour l'équipe britannique Comtec Racing en World Series by Renault et fait un travail exceptionnel : après avoir subi deux terribles accidents susceptibles d'écourter sa saison à Spa en Belgique, il a réussi à gagner une double victoire à Donington en septembre 2006. Il a ensuite été en mesure d'enchainer les victoires avec une troisième victoire au Mans, puis une quatrième victoire à Barcelone. Le lendemain, lors de la dernière course de la saison, il s'assure du titre de champion de la série en décrochant une cinquième place. En raison de l'appel interjeté par son rival vénézuélien Pastor Maldonado, disqualifié de sa victoire lors de la première manche de Misano, il doit néanmoins attendre le mois de janvier 2007 et la décision définitive des officiels pour pouvoir pleinement savourer son titre.

## Carrière en sport automobile
- 2002 : Championnat de Grande-Bretagne de Formule Ford Winter Series (Champion)
- 2003 : Championnat de Grande-Bretagne de Formule Ford (3 victoires)
- 2004 : Formule Renault V6 (11e,1 victoire)
- 2005: World Series by Renault (15e)
- 2006: World Series by Renault (Champion, 4 victoires)

## Palmarès
- 2002 : Champion de Grande-Bretagne des Winter Series de Formule Ford
- 2006 : Champion des World Series by Renault avec 4 victoires